# Conferência de Estocolmo

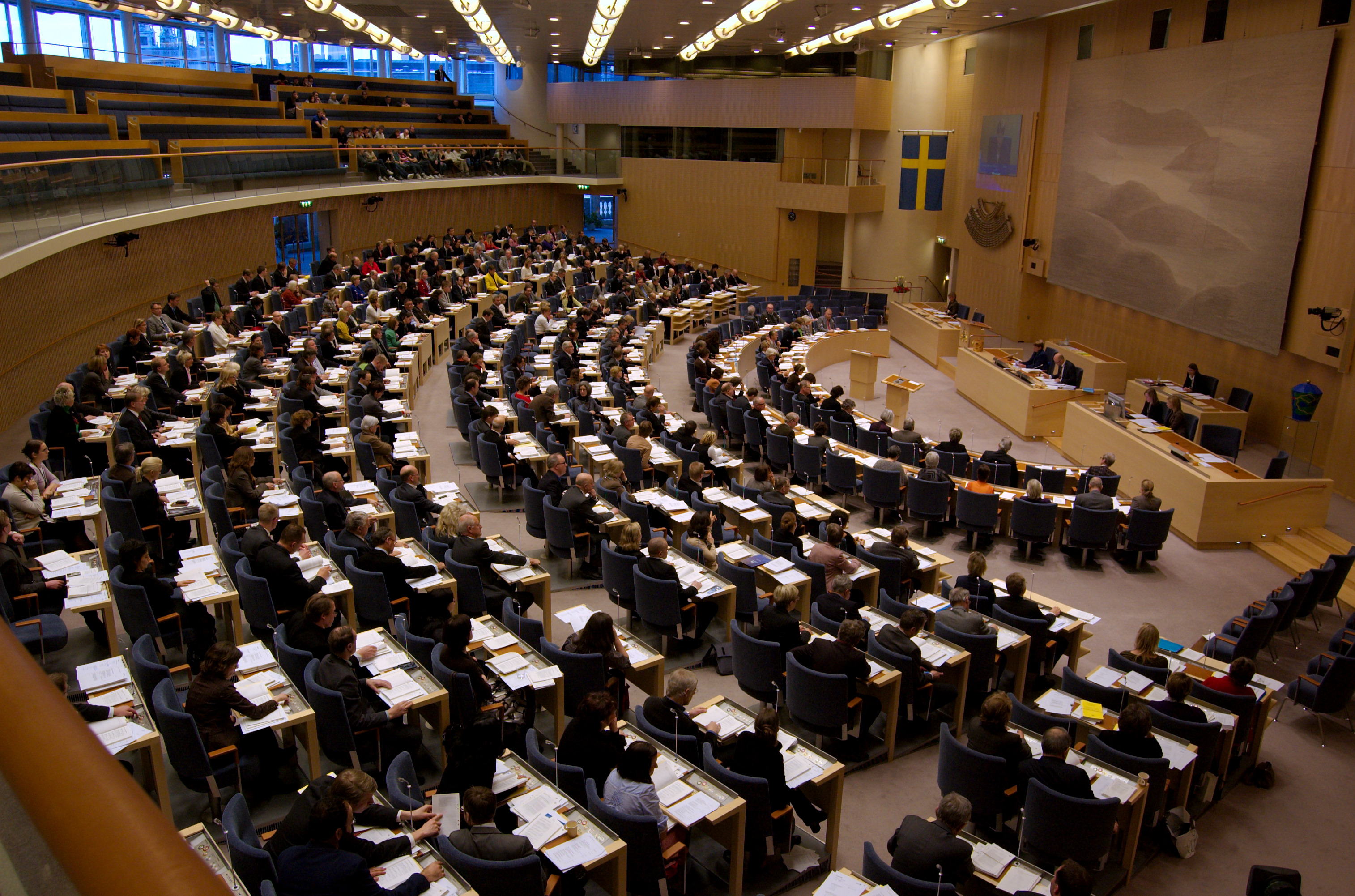
Vista do interior do prédio do Sveriges Riksdag (Parlamento sueco), onde foram realizadas diversas das reuniões da Conferência

A Conferência das Nações Unidas sobre o Meio Ambiente Humano (em inglês United Nations Conference on the Human Environment), também conhecida como Conferência de Estocolmo, foi a primeira grande reunião de chefes de estado organizada pelas Nações Unidas (ONU) para tratar das questões relacionadas à degradação do meio ambiente, realizada entre os dias 5 a 16 de junho de 1972 na capital da Suécia, Estocolmo.
A Conferência de Estocolmo é amplamente reconhecida como um marco nas tentativas de melhorar as relações do homem com o Meio Ambiente, e também por ter inaugurado a busca por equilíbrio entre desenvolvimento econômico e redução da degradação ambiental (poluição urbana e rural, desmatamento, etc), que mais tarde evoluiria para a noção de desenvolvimento sustentável.

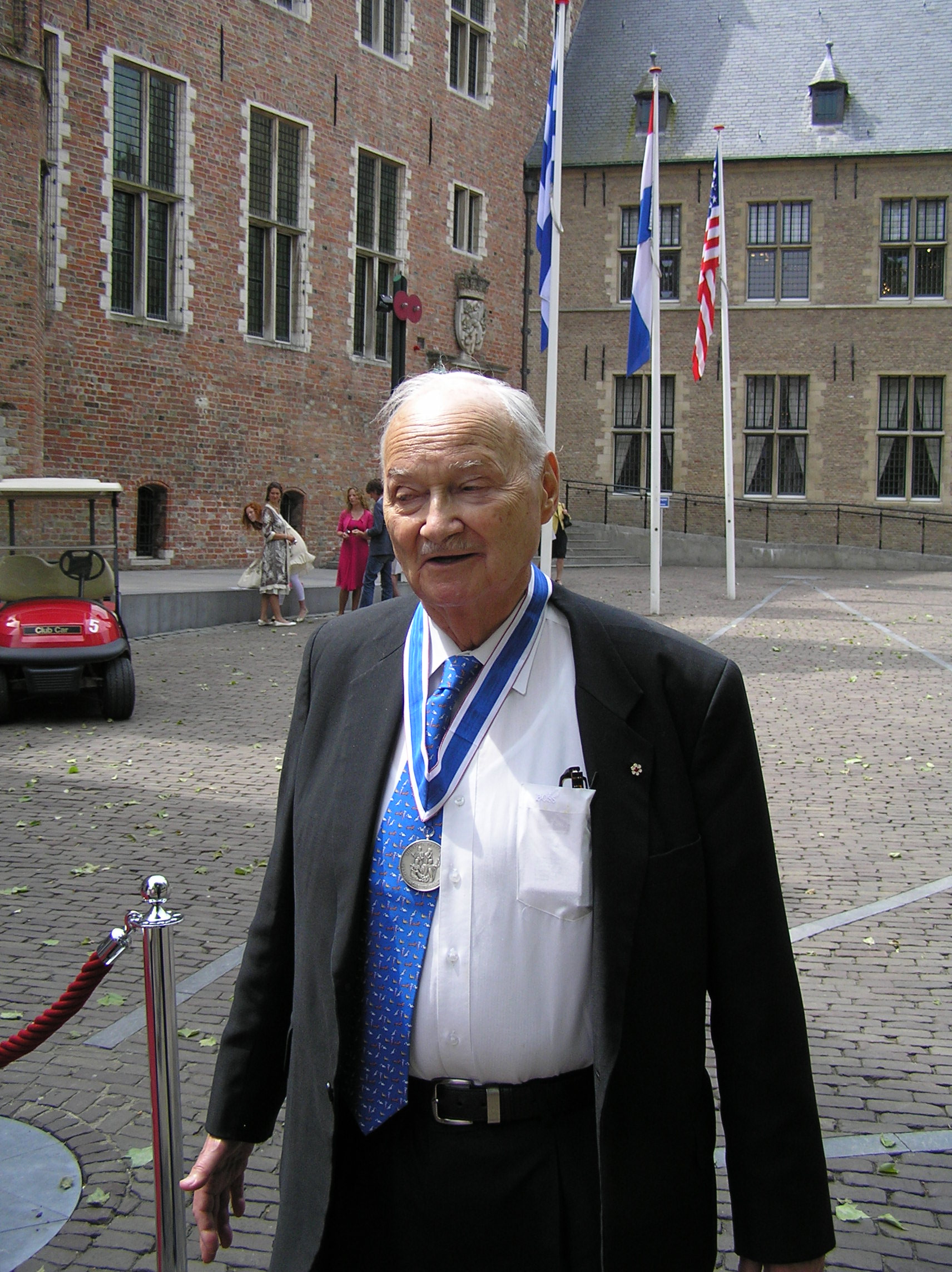
O diplomata canadense Maurice Strong serviu como Secretário-Geral da Conferência

## Introdução
A Suécia sugeriu pela primeira vez ao Conselho Econômico e Social das Nações Unidas (CESNU) em 1968 a ideia de realizar uma conferência da ONU com foco nas interações humanas com o meio ambiente. O CESNU aprovou a resolução 1346 apoiando a ideia. A Resolução 2398 da Assembleia Geral de 1969 decidiu convocar uma conferência em 1972 e determinou um conjunto de relatórios do secretário-geral da ONU sugerindo que a conferência se concentrasse em "estimular e fornecer diretrizes para a ação do governo nacional e das organizações internacionais" que enfrentassem questões ambientais. Os preparativos para a conferência foram extensos, duraram quatro anos, incluíram 114 governos e custaram mais de 30 milhões de dólares.

## Questões na Conferência
A União Soviética e outras nações do Pacto de Varsóvia boicotaram a conferência devido à falta de inclusão da Alemanha Oriental, que não foi autorizada a participar. Nem a Alemanha Oriental nem a Alemanha Ocidental eram membros da ONU naquela época, pois ainda não se tinham aceitado como estados (algo que concordaram mais tarde ao assinar o Tratado Básico em Dezembro de 1972).
A conferência não foi bem recebida por países como a Grã-Bretanha, os EUA, a Itália, a Bélgica, os Países Baixos e a França, que formaram o chamado Grupo de Bruxelas e tentaram abafar o impacto da conferência.
Na própria conferência, começaram a surgir divisões entre países desenvolvidos e em desenvolvimento. A delegação chinesa emitiu um memorando de 17 pontos condenando as políticas dos Estados Unidos na Indochina, bem como em todo o mundo. Essa postura encorajou outros países em desenvolvimento, que representaram 70 dos 122 países presentes. Vários países, incluindo Paquistão, Peru e Chile, emitiram declarações de natureza anticolonial, preocupando ainda mais a delegação dos Estados Unidos. Tão dura foi a crítica que Rogers Morton, então secretário do Interior, comentou: "Gostaria que os russos estivessem aqui", para desviar a atenção das críticas chinesas. A China, sendo um novo membro das Nações Unidas, não participou das negociações preparatórias. Para incluir as suas opiniões, eles reabriram na conferência a declaração, que foi negociada nas conversações preparatórias, introduzindo um texto para contrariar a linguagem da nela presente relativa à população como uma ameaça ao ambiente e causa da sua degradação.
Em 1972, a governança ambiental não era vista como uma prioridade internacional, particularmente para o Sul Global. Os países em desenvolvimento apoiaram a criação do PNUMA, não porque apoiassem a governação ambiental, mas devido à localização da sua sede em Nairobi, no Quénia, uma vez que o PNUMA seria a primeira agência da ONU a ter sede num país em desenvolvimento.

## Declaração de Estocolmo
A reunião aprovou uma Declaração contendo 26 princípios relativos ao ambiente e ao desenvolvimento, um Plano de Ação com 109 recomendações e uma Resolução.
Princípios da Declaração de Estocolmo:
1. Os recursos naturais devem ser salvaguardados
2. A capacidade da Terra de produzir recursos renováveis deve ser mantida
3. A vida selvagem deve ser protegida
4. Os recursos não renováveis devem ser partilhados e não esgotados
5. A poluição não deve exceder a capacidade do ambiente de se limpar
6. A poluição oceânica prejudicial deve ser prevenida
7. O desenvolvimento é necessário para melhorar o meio ambiente
8. Os países em desenvolvimento precisam, portanto, de assistência
9. Os países em desenvolvimento precisam de preços razoáveis para as exportações para realizar a gestão ambiental
10. A política ambiental não deve prejudicar o desenvolvimento
11. Os países em desenvolvimento precisam de dinheiro para desenvolver salvaguardas ambientais
12. É necessário um planeamento de desenvolvimento integrado
13. O planeamento racional deve resolver os conflitos entre o ambiente e o desenvolvimento
14. Os assentamentos humanos devem ser planejados para eliminar os problemas ambientais
15. Os governos devem planear as suas próprias políticas populacionais adequadas
16. As instituições nacionais devem planear o desenvolvimento dos recursos naturais dos estados
17. A ciência e a tecnologia devem ser utilizadas para melhorar o meio ambiente
18. A educação ambiental é essencial
19. A investigação ambiental deve ser promovida, especialmente nos países em desenvolvimento
20. Os Estados podem explorar os seus recursos como desejarem, mas não devem pôr em perigo os outros
21. A compensação é devida aos estados assim ameaçados
22. Cada nação deve estabelecer seus próprios padrões
23. Deve haver cooperação em questões internacionais
24. As organizações internacionais devem ajudar a melhorar o ambiente
25. As armas de destruição em massa devem ser eliminadas

Uma das questões seminais que emergiram da conferência é o reconhecimento do alívio da pobreza pela proteção do meio ambiente. A primeira-ministra indiana Indira Gandhi, no seu discurso seminal na conferência, destacou a ligação entre a gestão ecológica e a redução da pobreza.
A Conferência de Estocolmo motivou os países de todo o mundo a monitorizar as condições ambientais, bem como a criar ministérios e agências ambientais. Apesar destas realizações institucionais, incluindo a criação do PNUMA, a incapacidade de implementar a maior parte do seu programa de ação levou a ONU a realizar conferências de acompanhamento. A Conferência das Nações Unidas sobre Meio Ambiente e Desenvolvimento, realizada no Rio de Janeiro em 1992 (a Cúpula da Terra do Rio), a Cúpula Mundial sobre Desenvolvimento Sustentável de 2002 em Joanesburgo e a Conferência das Nações Unidas sobre Desenvolvimento Sustentável de 2012 (Rio+20) têm como ponto de partida a declaração da Conferência de Estocolmo.
Alguns argumentam que esta conferência, e mais importante ainda, as conferências científicas que a precederam, tiveram um impacto real nas políticas ambientais da Comunidade Europeia (que mais tarde se tornou a União Europeia).

## 50 anos depois
Em 2022, um relatório chamado "Estocolmo+50: Desbloqueando um Futuro Melhor" foi publicado por uma equipe de cientistas, analisando as mudanças feitas desde a Conferência das Nações Unidas sobre o Meio Ambiente Humano em 1972 e dando recomendações para o futuro. As principais mensagens são: "Redefina o relacionamento entre humanos e natureza, alcance prosperidade duradoura para todos e invista em um futuro melhor". Além disso, pesquisadores jovens publicaram uma versão jovem do relatório, chamada: "Traçando uma visão jovem para um futuro justo e sustentável", também fazendo algumas recomendações. As mensagens-chave são: "Saúde, bem-estar e solidariedade comunitária, viver em harmonia com a natureza, solidariedade internacional - viver como uma família global, um mundo onde todos os humanos são iguais."